# Южный федеральный университет
Ю́жный федера́льный университе́т (ЮФУ) — высшее учебное заведение, один из федеральных университетов России, расположенный в Ростове-на-Дону и Таганроге Ростовской области.
Университет был создан в 2006 году на базе Ростовского государственного университета, к которому были присоединены Таганрогский государственный радиотехнический университет, Ростовский государственный педагогический университета и Ростовская государственная академия архитектуры и искусств.

## История
Южный федеральный университет ведёт свою историю с 1915 года, когда в Ростов-на-Дону был эвакуирован Императорский Варшавский университет. ЮФУ был сформирован в 2006 году, распоряжением Правительства РФ на базе государственного образовательного учреждения высшего профессионального образования Ростовский государственный университет, в структуру которого были включены Ростовская государственная академия архитектуры и искусства, Ростовский государственный педагогический университет, Таганрогский государственный радиотехнический университет.
Первый набор студентов в реорганизованный Южный федеральный университет был проведён в 2007 году.

## Деятельность
16 января 2010 года по распоряжению правительства РФ № 13-р Южный федеральный университет получил статус федерального государственного автономного учреждения.
В 2015 году была открыта лаборатория «Нейротехнологии восприятия и распознавания», которая будет заниматься разработкой методов и средств быстрого обнаружения потенциально опасных веществ. Это совместный проект Фонда перспективных исследований и Южного федерального университета.
По состоянию на 2016 год в состав университета входило 5 академий, 12 учебных институтов, 6 факультетов, 6 филиалов и 2 представительства, а также 19 инновационно-технологических и научно-образовательных центра, 3 научно-исследовательских института, музей и Региональный научный центр Российской академии образования. По состоянию на 2018 год в университете обучалось более 27 987 студентов.
В 2018 году научный руководитель ЮФУ Владимир Минкин стал лауреатом Демидовской премии в области химии. В 2022 году ЮФУ был аккредитован Роспатентом в качестве организации, которая может проводить предварительный информационный поиск и предварительную оценку патентоспособности изобретений или полезных моделей. Он стал третьей подобной организацией в России.
В 2023 году университет занял 14 место в Рейтинге крупнейших университетов России и 21 место в России по количеству иностранных студентов, по данным Мониторинга Министерства науки и высшего образования РФ в университете в 2023 году обучались 24 762 и 2 626 чел соответственно.
ЮФУ издаёт научный междисциплинарный журнал «Известия высших учебных заведений. Северо-Кавказский регион».

## Репутация и рейтинги
В 2013 году ЮФУ вошёл в ТОП-100 вузов стран БРИКС.
В 2014 году агентство «Эксперт РА» присвоило университету рейтинговый класс «С», означающий «высокий уровень» подготовки выпускников.
В 2016 году ЮФУ занял 85 место в рейтинге лучших университетов стран БРИКС.
В 2020 году вошёл в Times Higher Education World University Rankings (1001+).
В 2022 году занял место в диапазоне 701-800 в Международном рейтинге «Три миссии университета».
В 2022 году занял 28 место в рейтинге Топ-100 вузов России по версии РАЭКС.
В 2022 году - 35 место в рейтинге влиятельности вузов России (RAEX), 2022.
Место 591-600 в QS World University Rankings, 2021.
В предметных рейтингах RAEX Южный федеральный университет входит в списки лучших вузов по 19 направлениям подготовки.
В 2023 году - 30 место в рейтинге Топ-100 вузов России по версии РАЭКС.

## Структура
| Академии | Институты | Факультеты | НИИ и НКБ |
| --- | --- | --- | --- |
| - Академия архитектуры и искусств - Академия биологии и биотехнологии им. Д. И. Ивановского - Академия психологии и педагогики - Академия физической культуры и спорта - Инженерно-технологическая академия | - Институт радиотехнических систем и управления - Институт компьютерных технологий и информационной безопасности - Институт истории и международных отношений - Институт математики, механики и компьютерных наук им. И. И. Воровича - Институт наук о Земле - Институт социологии и регионоведения - Институт филологии, журналистики и межкультурной коммуникации - Институт философии и социально-политических наук - Институт высоких технологий и пьезотехники - Институт нанотехнологий, электроники и приборостроения - Институт управления в экономических, экологических и социальных системах - Институт туризма, сервиса и креативных индустрий | - Военный учебный центр - Факультет бизнеса «Капитаны» - Факультет управления - Физический факультет - Химический факультет - Экономический факультет - Юридический факультет | - НИИ многопроцессорных вычислительных систем им. А. В. Каляева - НИИ робототехники и процессов управления - НИИ физической и органической химии - НИИ физики - НКБ моделирующих и управляющих систем - НКБ цифровой обработки сигналов - Международный исследовательский центр «Интеллектуальные материалы» |

## География
Расположен в двух городах Ростовской области: в Ростове-на-Дону, где находятся все центральные административные органы университета, а также два отраслевых института, и в городе Таганроге, где находится Инженерно-технологическая академия ЮФУ.
Существует проект создания учебно-научно-бытового кампуса в Западном жилом микрорайоне г. Ростова-на-Дону. В рамках этого проекта в 2012 году был построен новый студенческий городок ЮФУ на 6 общежитий. В 2017 году был открыт физкультурно-оздоровительный центр ЮФУ. В Ростове-на-Дону также находится Ботанический сад ЮФУ.
- Факультеты ЮФУ
- Институт истории и международных отношений ул. Большая Садовая
- Экономический и юридический факультеты ЮФУ ул. Максима Горького
- Инженерно-технологическая академия в Таганроге
- Факультет математики и механики в Западном микрорайоне
- Химический факультет в Западном микрорайоне

## Ректоры ЮФУ
В декабре 2006 года ректором ЮФУ был назначен Владислав Георгиевич Захаревич, до этого момента занимавший пост ректора Таганрогского государственного радиотехнического университета, в ноябре 2007 года был избран ректором ЮФУ на пятилетний срок.
С июня 2012 по июль 2018 года ректором была Марина Александровна Боровская.
С июля 2018 по март 2020 года временно исполняющей обязанности ректора была Инна Константиновна Шевченко, которая в марте 2020 года Распоряжением правительства № 728-р была назначена ректором ЮФУ сроком на 5 лет.

## Оценки
По результатам исследований Диссернет, у нескольких преподавателей ЮФУ обнаружены диссертации с признаками нарушений академической этики (плагиатом). Всего в ЮФУ обнаружены защиты более 50 подобных диссертаций.
Согласно данным Диссернет на 19 декабря 2020 года, по числу кейсов сотрудников (156) ЮФУ занимает 11-е место, существенно уступая как МГУ (232 кейса, 4-е место), так и лидеру в данной номинации — РЭУ им. Г. В. Плеханова (382 кейса).